# Claire van Kampen
Claire Louise van Kampen, Lady Rylance (* 3. November 1953 in Muswell Hill, London; † 18. Januar 2025 in Kassel) war eine englische Regisseurin, Komponistin und Dramatikerin. Sie war die erste Musikdirektorin des Shakespeare’s Globe Theatre von 1997 bis 2015, erst als Assistentin ihres Ehemanns, des Schauspielers und Regisseurs Mark Rylance, dann für seinen Nachfolger, Dominic Dromgoole, wobei sie oftmals „zeitgenössische“ Musik für Shakespeares Stücke schrieb. Van Kampen komponierte Musik für Produktionen, sowohl in beiden Londoner West End Theatern, als auch für den New Yorker Broadway, wo ihr Ehemann ein breites Repertoire spielte, von Helena (Euripides) bis zu zeitgenössischen Stücken wie Nice Fish. Sie arbeitete außerdem als Musik- und Bühnendirektorin bei einigen der Stücke. Sie erprobte sich in der Filmmusik für Nächte und Tage, beriet und arrangierte Musik für Wölfe (Fernsehserie) für die BBC und komponierte ein Ballett für das New York Theatre Ballet. Sie schrieb ein Stück, Farinelli and the King, welches erfolgreich sowohl in London, als auch am Broadway aufgeführt wurde.

## Jugend und Schulzeit
Van Kampen wurde am 3. November 1953 im Norden Londons als einziges Kind des Geschäftsmannes Paul van Kampen und seiner Frau Ruth, geb. Relph geboren. Nachdem ihr Vater starb als sie 12 Jahre alt war, arbeitete ihre Mutter als Sekretärin, um ihrer Tochter Klavierunterricht zu ermöglichen, welchen sie ab ihrem 14. Lebensjahr nahm. Als junges Mädchen traf sie David Munrow, einen Blockflötenspieler und Pionier der Alten-Musik-Szene in England als Mitbegründer des Early Music Consort, und interessierte sich fortan für die Musik der Renaissance. Sie trainierte fünf Jahre als Pianistin am Royal College of Music und erhielt ein John-Land-Stipendium. Sie studierte Musiktheorie bei Ruth Gipps und Klavier bei Peter Element und spezialisierte sich auf die Darbietung von Musik des 20. Jh., wobei sie verschiedene Uraufführungen spielte. Sie machte ihren Abschluss sowohl als Konzertpianistin als auch als Komponistin.

## Karriere

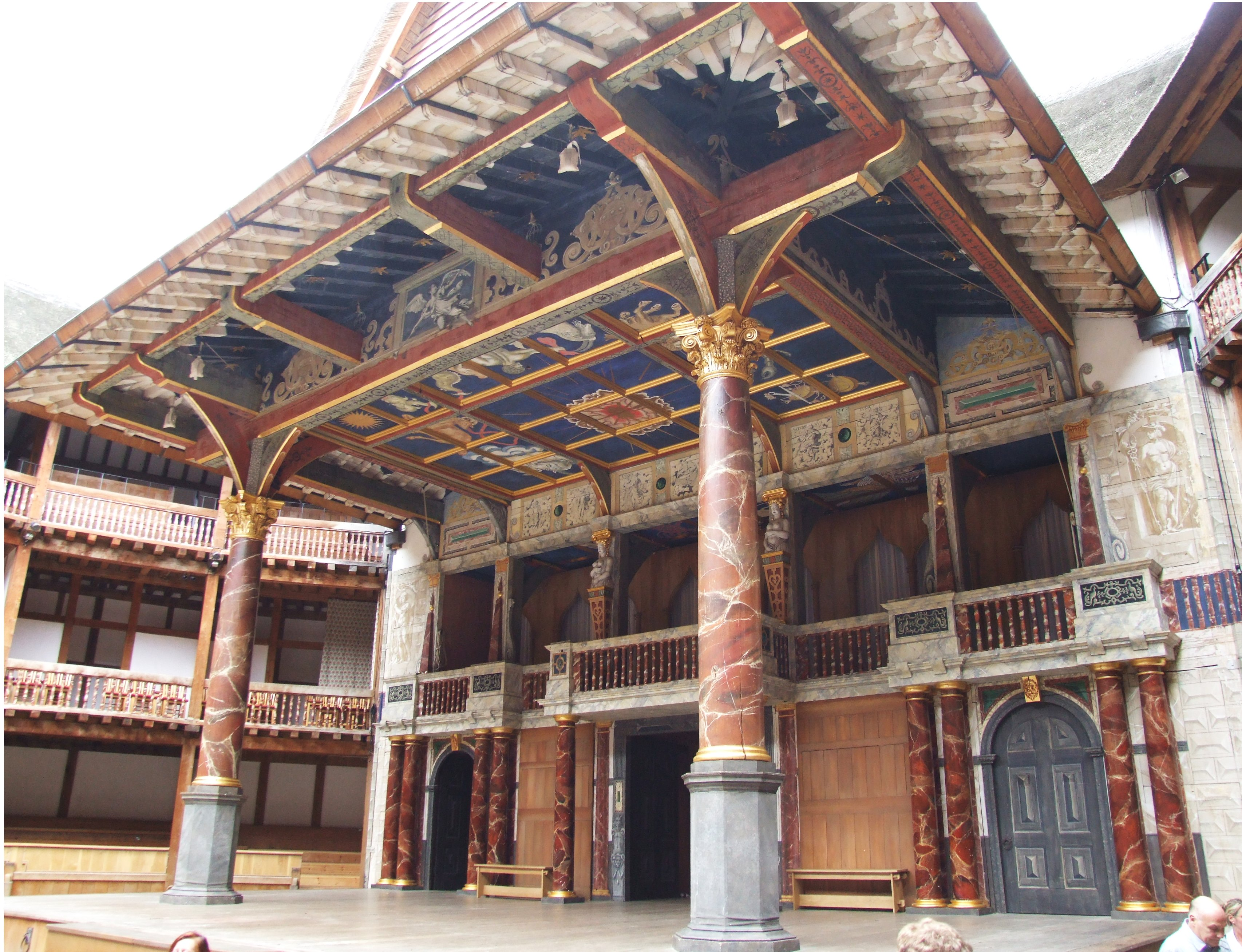
Die Bühne des Shakespeare's Globe. Musiker spielten grundsätzlich von der erhöhten Musikgalerie im Hintergrund der Bühne.

1986 wurde sie Mitglied der Royal Shakespeare Company (RSC) und 1987 des Royal National Theatres, was sie zur ersten weiblichen Musikdirektorin machte, die in beiden Organisationen arbeitete. Beim Royal National Theatre lernte sie ihren späteren Ehemann, Mark Rylance, kennen und komponierte die Musik für das von ihm 1989 inszenierte Stück Hamlet bei der RSC. Zusammen mit Rylance war sie 1990 Mitbegründerin der Theatercompagnie Phoebus Cart.
Bei der Eröffnung des Shakespeare's Globe Theatre 1997 wurde van Kampen zur Direktorin für Theatermusik ernannt, wo sie historische wie auch zeitgenössische Musik für 48 Produktionen des Globes schuf, inklusive des „Jazz“ aus Macbeth 2001 und Peter Oswald's The Golden Ass 2002, welches eine 30-minütige Oper enthielt (Cupid and Psyche). Unter Rylances Leitung des Theaters arbeitete sie als erste Kunstdirektorin und blieb dort unter seinem Nachfolger, Dominic Dromgoole, als Musikberaterin und ständige Komponistin von 2007 bis 2015.
Im Frühling 2007 erhielt sie den Vero Nihil Verius Preis für herausragende Errungenschaften in der Kunst, ausgezeichnet von der Concordia University in Oregon, USA. Zusammen mit Rylance und der Set-Designerin Jenny Tiramani erhielt sie 2007 den Sam Wanamaker Preis für ihre grundlegende Arbeit während der ersten zehn Jahre des Shakespeare's Globe Theatre. Sie erhielt außerdem 2019 den Ehrendoktortitel in Musik der Brunel University.
Weitere Anerkennung für ihre Kompositionen  erhielt sie für die Filmmusik von z. B. Days and Nights und das Stück Boeing-Boeing. 2015 war sie Musikberaterin für Alte Musik beim BBC und arrangierte dort Musik aus der Tudorzeit für die Fernsehserie Wölfe.
Sie schrieb das historische Stück Farinelli and the King über die Beziehung zwischen dem Kastraten Farinelli und dem spanischen König Philipp V. Zunächst wurde es im Februar 2015 im Sam Wanamaker Spielhaus aufgeführt und anschließend von September bis Dezember 2015 im Duke of York's Theatre im West End von London, mit Rylance als Philippe V. Das Stück wurde außerdem am Broadway unter Leitung von John Dove im Belasco Theatre aufgeführt. Es erhielt sechs Olivier-Award-Nominierungen, u. a. für das beste neue Stück. 2016 dirigierte sie Rylance in Nice Fish am St. Ann's Warehouse, New York City. Die Produktion wurde später ins Harold Pinter Theatre verlegt. Ihr Ballett Uncaged, mit einer Choreografie von Antonia Franceschi, hatte 2020 Premiere mit dem New York Theatre Ballet.

## Privatleben
Sie heiratete den Architekten Chris Perret, mit welchem sie zwei Töchter hatte, Juliet und Nataasha. Die Ehe wurde später geschieden.
Van Kampen lernte Mark Rylance 1987 kennen, und heiratete ihn bei den Rollright Stones in Oxfordshire am 21. Dezember 1989. Ihre Tochter Juliet wurde Schauspielerin und nahm den Nachnamen ihres Stiefvaters an. Ihre Tochter Nataasha van Kampen wurde Filmemacherin. Sie starb auf einem Flug von New York im Juli 2012 im Alter von 28 Jahren wahrscheinlich an einer Hirnblutung.
Van Kampen starb am 18. Januar 2025 an Krebs in Kassel im Alter von 71 Jahren. Es war der 65. Geburtstag ihres Ehemanns.

## Produktionen
Produktionen, für welche van Kampen Musik komponierte und/oder als Musikdirektorin, Regisseurin oder Bühnendirektorin fungierte, sind u. a.:
| Jahr      | Werk                                      | Theater                                     | Funktion                           |
| --------- | ----------------------------------------- | ------------------------------------------- | ---------------------------------- |
| 1991      | Hamlet                                    | American Repertory Theater, New York City   | Komponist und musikalischer Leiter |
| 1991      | The Seagull                               | American Repertory Theater, New York City   | Komponist und musikalischer Leiter |
| 1994      | As You Like It                            | TFANA, New York City                        | Komponist                          |
| 2000      | True West                                 | Circle in the Square Theatre, New York City | Originalpartitur                   |
| 2000–2001 | Macbeth                                   | Shakespeare's Globe, London                 | Musikdirektor                      |
| 2001–2002 | The Golden Ass                            | Shakespeare's Globe, London                 | Musikdirektor                      |
| 2004–2005 | The Tempest                               | Shakespeare's Globe, London                 | Komponist                          |
| 2006–2007 | Love's Labour's Lost                      | Shakespeare's Globe, London                 | Komponist                          |
| 2007      | Bash                                      | Theatre of Memory, London                   | Komponist                          |
| 2007–2008 | Boeing-Boeing                             | Comedy Theatre, London                      | Originalmusik                      |
| 2008      | Peer Gynt                                 | Guthrie Theater, Minneapolis                | Komponist                          |
| 2008      | King Lear                                 | Shakespeare's Globe, London                 | Komponist                          |
| 2008–2009 | Boeing-Boeing                             | Longacre Theatre, New York City             | Originalmusik                      |
| 2009      | Helen                                     | Shakespeare's Globe, London, and US Tour    | Komponist und musikalischer Leiter |
| 2010      | Henry IV, Part 1 und Heinrich IV., Teil 2 | Shakespeare's Globe, London                 | Komponist und musikalischer Leiter |
| 2012–2013 | Twelfth Night                             | Apollo Theatre, London, and Broadway        | Musik                              |
| 2015      | Wolf Hall                                 | BBC Television                              | Musik advisor and arranger         |
| 2016–2017 | Nice Fish                                 | Harold Pinter Theatre, London               | Regisseur                          |
| 2018      | Othello                                   | Shakespeare's Globe, London                 | Regisseur                          |
| 2020      | Uncaged                                   | New York Theatre Ballet                     | Komponist                          |
| 2024      | Pericles, Prince of Tyre                  | Royal Shakespeare Company                   | Komponist                          |
| 2024      | Juno and the Paycock                      | Gielgud Theatre                             | Komponist                          |